# 노란 코끼리
노란 코끼리(일본어: きいろいゾウ 기이로이조우[*])는 니시 카나코의 소설이자 그 소설을 원작으로 하는 그림책이자 영화이다.

## 출연

### 주연
- 미야자키 아오이
- 무카이 오사무

### 조연
- 혼다 미유
- 에모토 아키라
- 마츠바라 치에코
- 릴리 프랭키
- 오가와 타마키
- 하마다 타츠오미
- 아사미 히메카